# 牛首紬

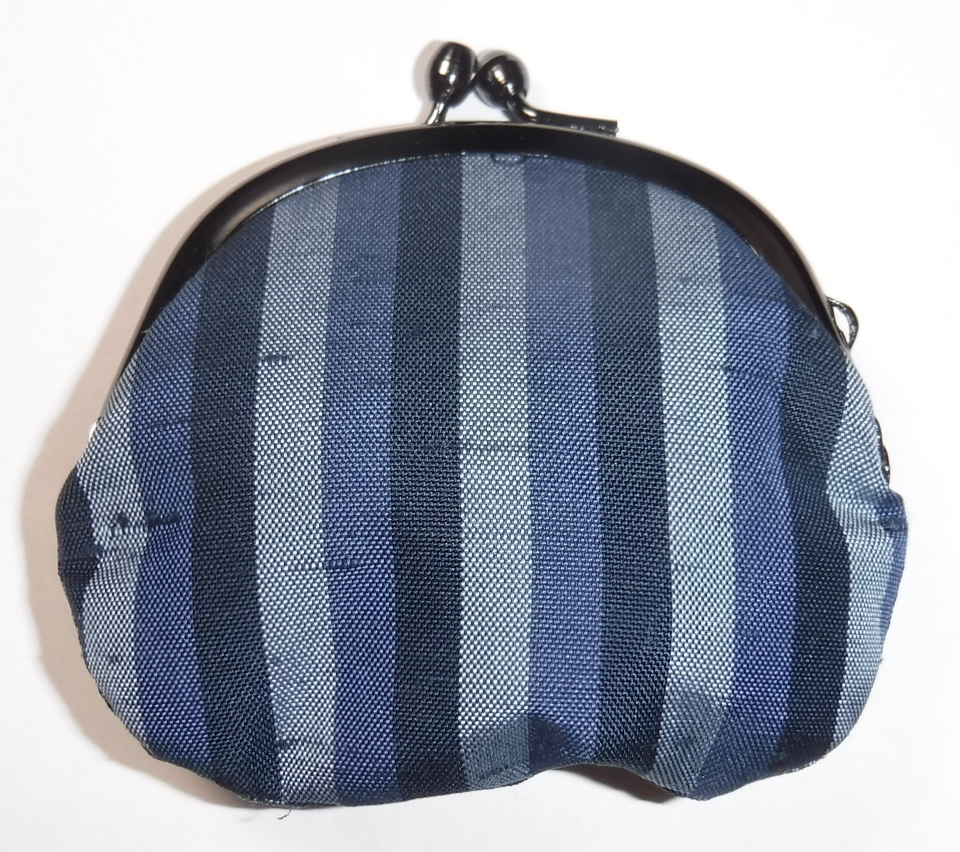
牛首紬で作られた小銭入れ

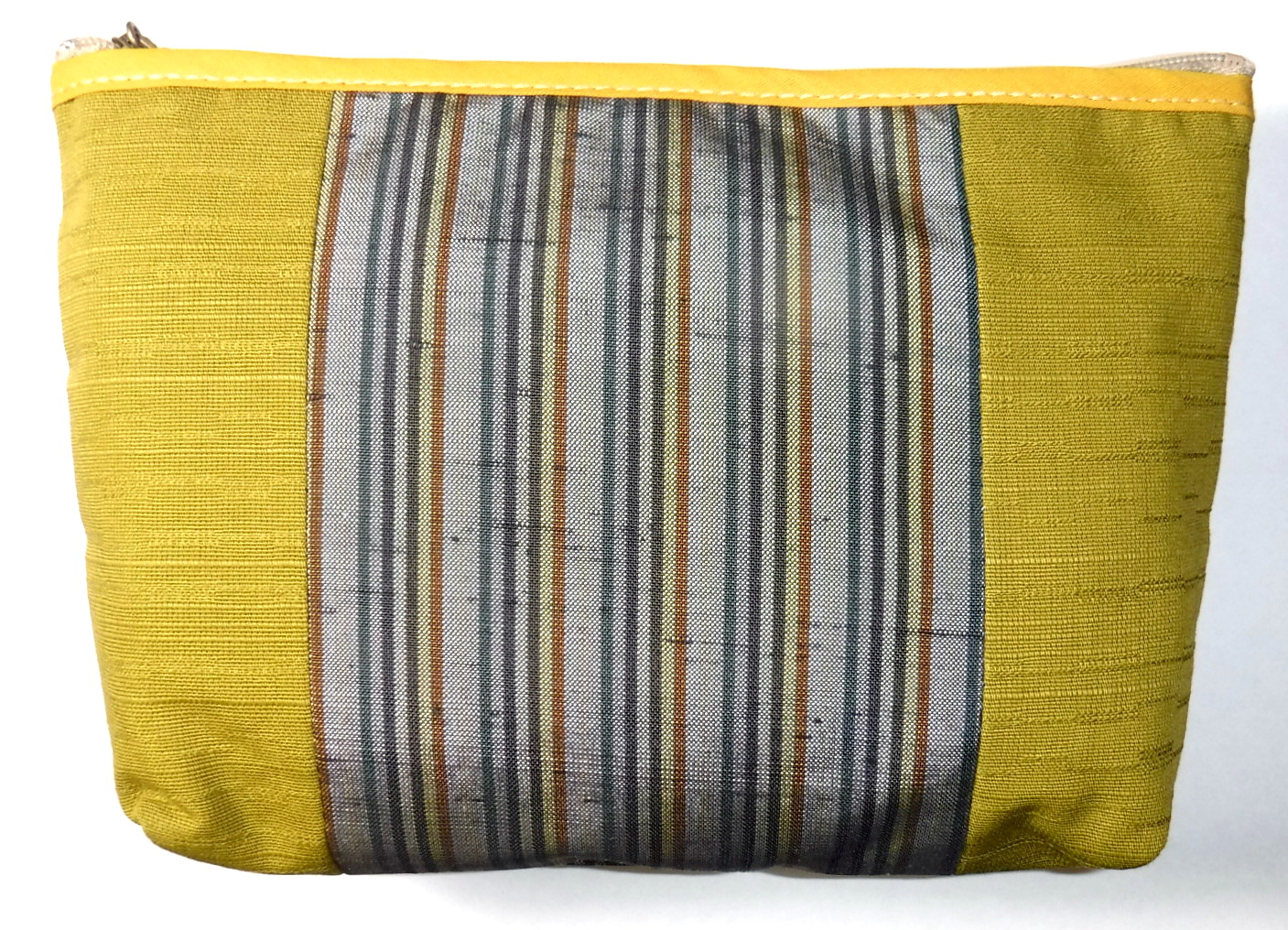
牛首紬で作られたポーチ

牛首紬（うしくびつむぎ）は、主に石川県白山市白峰地区（旧白峰村）において生産される紬織物。生産は平安後期には始まっていたと伝わる。釘を抜けるほど丈夫なことから釘抜紬（くぎぬきつむぎ）とも称される。

## 概要
その生産地の石川県白山市白峰（旧白峰村）の中心地が明治初期まで牛首と称されていたことに由来する。
絹糸の原料であるカイコの繭は、通常一頭のカイコが作るものだが、まれに二頭のカイコが入っているものがあり、これを『玉繭（たままゆ）』という。玉繭は二頭の糸が内部で複雑に絡み合っているため製糸は難しく、普通はいったん真綿にしてから糸にするが、白峰の人々は先祖伝来の技でこの繭から直接糸をつむぎよこ糸とし、通常の絹糸をたて糸として織り上げる。これが牛首紬である。
玉繭の糸は何本もの繊維がからみつくため所々に節ができてしまう。この節は織物にしても残り、牛首紬の特徴となっている。
カイコのえさとなるクワの木は、天然では高木になるが、雪深い白峰では雪に押し倒されて根元から曲がって育つため、高く育たず葉を収穫しやすかったため、白峰では古くから養蚕業が盛んであった。上等な繭は生糸や羽二重にするため出荷し、残った玉繭を利用するために織り始められたものが牛首紬の始まりである。
染色は、糸の段階で草木染めする場合と、白無地のまま出荷し染められる場合がある。